# しあわせまでの距離
『しあわせまでの距離』（しあわせまでのきょり 、原題：돼지 같은 여자　My Sister, the Pig Lady）は、2015年の韓国映画

大阪アジアン映画祭OAFF第11回でグランプリ（最優秀作品賞）を受賞した。

## ストーリー
学生時代から仲良の良い幼馴染のチェファ、ユジャ、ミジャの３人は若者たちが離れてしまった小さな島の漁村で暮らしている。すっかり衰退した島で結婚せず彼女たちが粘り強く残っている理由は、村で唯一の未婚男性ジュンソプのためだった。そんな中チェファは漁業に頼らず豚を飼いはじめるように。ジュンソプはそんな家族を養うべくたくましく生きるチェファに心を惹かれているが、嫉妬心の強いユジャとむやみに食ってかかる迷惑女ミジャが邪魔をする。3人の女性の死活をかけた独身男性争奪戦は、思いもよらぬ方へ向かい…。

## キャスト
- ファン・ジョンウム
- イ・ジョンヒョク
- チェ・ヨジン
- パク・チンジュ
- アン・ソヨン
- オ・グァンロク
- ペク・スリョン
- キム・ウソク